# Jabón de Alepo

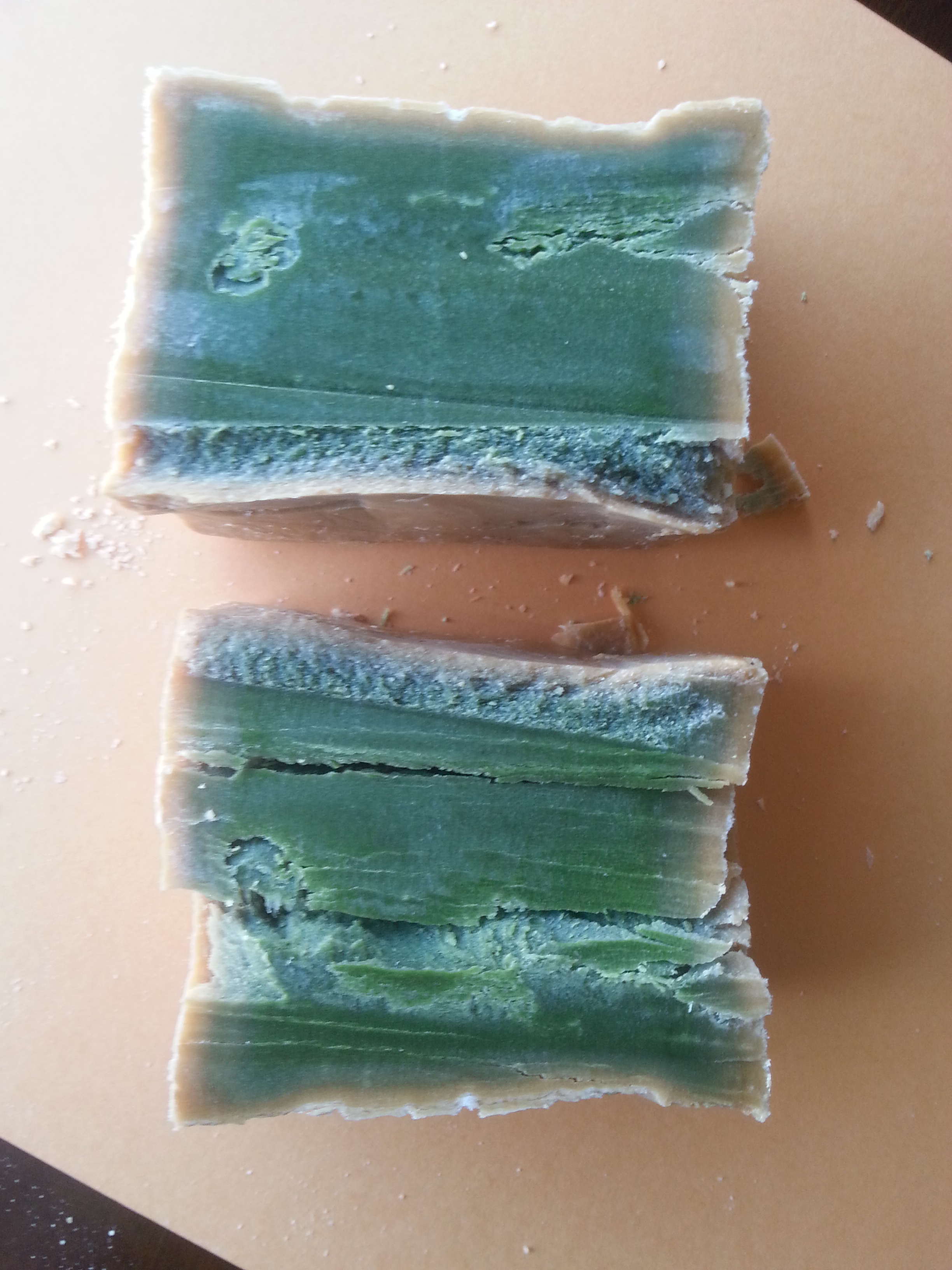
Corte longitudinal de un Jabón de Alepo

 El Jabón de Alepo es un jabón de aceite de oliva sobreengrasado con aceite de laurel, que viene elaborándose de manera tradicional desde hace siglos en la región de Alepo, al norte de Siria. Es el antecesor del Jabón de Marsella y se cree que llegó a Europa en la época de las cruzadas. Las materias primas utilizadas para su elaboración son aceite de oliva de segunda presión, hidróxido de sodio y aceite de laurel en una proporción variable.  
Este jabón destaca por dar una sección de color verde esmeralda al corte. Destaca por su densidad. En comparación con otros jabones el jabón de Alepo flota en el agua.

## Propiedades del Jabón de Alepo

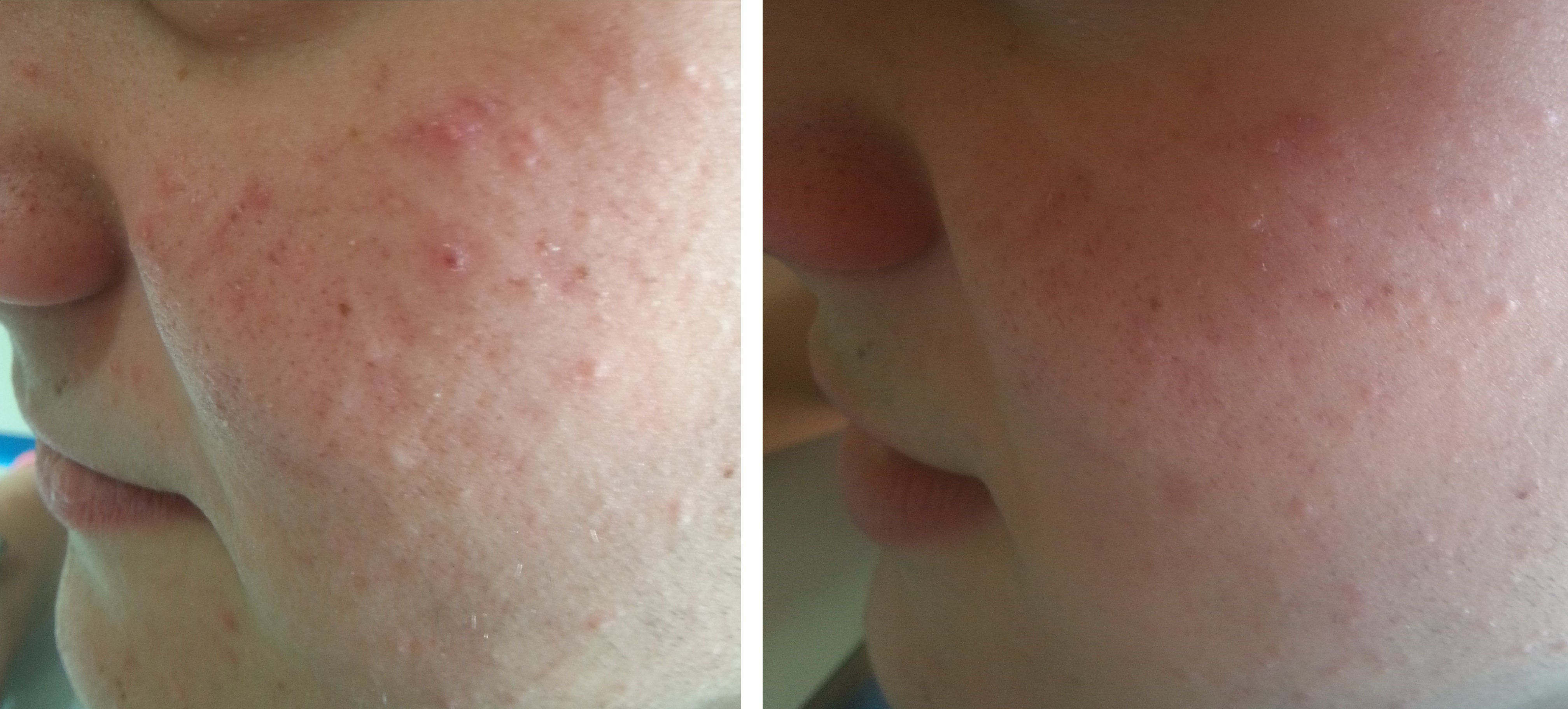
A la izquierda una piel con acné. A la derecha, la misma piel después de 8 días utilizando jabón de Alepo al 50% en aceite de laurel

El jabón de Alepo es hipoalergénico al carecer de aditivos químicos o colorantes. Además, el aceite de laurel le confiere propiedades antisépticas y es muy útil en el tratamiento del acné juvenil. La etapa de secado le confiere una durabilidad extraordinaria. 
También es utilizado para el tratamiento de casos de psoriasis.